# Ninth
Ninth – dziewiąty album studyjny grupy the GazettE. Został wydany 13 lipca 2018 roku nakładem Sony Music Entertainment w Japonii, zaś dwa dni później – przez JPU Records na terenie Europy. Wydawnictwo uzyskało pozytywne opinie, zarówno krytyków jak i fanów. Wydanie cyfrowe na iTunes osiągnęło 1. miejsce na liście najczęściej kupowanych płyt na Białorusi, w Finlandii, Francji, na Węgrzech, w Polsce, Turcji i Szwecji, a także uplasowało się w pierwszej dziesiątce w Bułgarii, Niemczech, Łotwie, Holandii, Portugalii, Rosji, Słowacji, Hiszpanii, Szwajcarii, Wielkiej Brytanii i we Włoszech. Utrzymane jest w stylistyce rocka, metalu alternatywnego, industrial metalu, hard rocka i metalcore. Płytę promował singiel „Falling”.

## Krytyka
Według Johna Buchanan z AllMusic, zespół nawiązuje do tradycji muzyki gotyckiej oraz albumu Stacked Rubbish. Porównuje twórczość zawartą na wydawnictwie do takich artystów jak Ministry, Nine Inch Nails, czy Jane’s Addiction.

## Lista utworów
Opracowano na podstawie materiału źródłowego.

### Wersja podstawowa
| 1.  | „99.999”              | 1:17  |
|     |                       |       |
| 2.  | „Falling -Ninth Mix-” | 3:49  |
|     |                       |       |
| 3.  | „Ninth Odd Smell”     | 3:23  |
|     |                       |       |
| 4.  | „Gush”                | 3:28  |
|     |                       |       |
| 5.  | „The Mortal”          | 4:05  |
|     |                       |       |
| 6.  | „虚蜩”                | 3:47  |
|     |                       |       |
| 7.  | „その声は脆く”        | 5:02  |
|     |                       |       |
| 8.  | „Babylon's Taboo”     | 3:55  |
|     |                       |       |
| 9.  | „裏切る舌”            | 3:30  |
|     |                       |       |
| 10. | „Two Of A Kind”       | 4:01  |
|     |                       |       |
| 11. | „Abhor God”           | 2:58  |
|     |                       |       |
| 12. | „Unfinished”          | 3:51  |
|     |                       |       |
|     |                       | 43:06 |
|     |                       |       |

## Twórcy
Opracowano na podstawie materiału źródłowego.
| Zespół the GazettE w składzie - Ruki – śpiew, tekst - Reita – gitara basowa - Kai – perkusja - Uruha – gitara prowadząca - Aoi – gitara prowadząca | Inni - The GazettE – muzyka, główny producent - Ryuichi Kashiwagi, Takako Kai – producent - Daisuke Katsurada, Manabu Tsujino, Tomomi Ozaki – produkcja (ex) - Rena Koyanagi – mastering - SIN (76) – realizacja nagrań, edycja, inżynier dźwięku - Koichi Hara, SIN (76), Uruha – miksowanie - Mike Gillies, Sara Lyn Killion, Kent Matcke – realizacja nagrań - Koji Nakao – projekt okładki - Takashi Hirano – zdjęcia - Masahiro Uije – dyrektor artystyczny - Koichi Hara – realizacja nagrań |